# Juncus obotritorum
Juncus obotritorum là một loài thực vật có hoa trong họ Juncaceae. Loài này được Rothm. mô tả khoa học đầu tiên năm 1965.